# Чінгіс (село)
Чінгіс (рос. Чингис) — село у Ординському районі Новосибірської області Російської Федерації.
Входить до складу муніципального утворення Чінгіська сільрада. Населення становить 540 осіб (2010).

## Історія
Згідно із законом від 2 червня 2004 року органом місцевого самоврядування є Чінгіська сільрада.

## Населення
| 2002 | 2007 | 2010 |
| ---- | ---- | ---- |
| 667  | ↘642 | ↘540 |